# Mauldre
Die Mauldre ist ein Fluss in Frankreich im Département Yvelines in der Region Île-de-France. Sie entspringt beim Ort Maison Blanche in der Nähe von Cognières, entwässert generell in nördlicher Richtung durch den Regionalen Naturpark Haute Vallée de Chevreuse und mündet nach rund 35 Kilometern bei Épône im Bereich der Insel Île de Rangiport als linker Nebenfluss in die Seine.
Durch das im Bereich des Oberlaufs stark verästelte Flusssystem der Mauldre ergeben sich Fließwege, die länger sind als der Lauf der Mauldre selber. Der längste Fließweg besteht aus dem 13,7 km langen Ruisseau du Lieutel (SANDRE: H3038000), der die Mauldre 10,9 km nach deren Quelle erreicht, und der Mauldre von dessen Mündung bis zur Seine.

## Orte am Fluss
- Saint-Rémy-l’Honoré
- Le Tremblay-sur-Mauldre
- Jouars-Pontchartrain
- Neauphle-le-Vieux
- Beynes
- Mareil-sur-Mauldre
- Maule
- Aulnay-sur-Mauldre
- Aubergenville
- Épône